# 紀元前14年
紀元前14年（きげんぜん14ねん）。

## 他の紀年法
- 干支 : 丁未
- 日本
  - 垂仁天皇16年
  - 皇紀647年
- 中国
  - 前漢 : 永始3年
- 朝鮮
  - 高句麗 : 瑠璃明王6年
  - 新羅 : 赫居世44年
  - 百済 : 温祚王5年
  - 檀紀2320年
- 仏滅紀元 : 530年
- ユダヤ暦 : 3747年 - 3748年

## できごと

### ローマ
- ローマ皇帝アウグストゥスがアウクスブルクの町を建設した。
- ローマの将軍大ドルススが現在のヴォルムスにあたるAugusta Vangionumの町の防御を固めた。

## 誕生
- 大アグリッピナ - マルクス・ウィプサニウス・アグリッパと大ユリアの娘（+ 33年）
- クラウディア・プルケラ (en:Claudia Pulchra) - アエミリウス・レピドゥス・パウッルス (en:Lucius Aemilius Lepidus Paullus (consul 34 BC))と小マルケッラの娘（+ 26年）
- 馬援 - 後漢の武将（+ 49年）